# Nérondes
Nérondes ist eine französische Gemeinde mit 1.412 Einwohnern (Stand: 1. Januar 2022) im Département Cher in der Region Centre-Val de Loire; sie gehört zum Arrondissement Saint-Amand-Montrond und zum Kanton La Guerche-sur-l’Aubois.

## Geographie
Nérondes liegt etwa 33 Kilometer ostsüdöstlich von Bourges am Airin, der hier wie auch der Fluss Vauvise entspringt. Umgeben wird Nérondes von den Nachbargemeinden Baugy im Nordwesten und Norden, Chassy im Norden, Saint-Hilaire-de-Gondilly im Osten, La Guerche-sur-l’Aubois im Südosten, Ignol im Südosten und Süden, Tendron im Süden sowie Bengy-sur-Craon im Westen.
Durch die Gemeinde führt die frühere Route nationale 76 (heutige D976) von Bourges nach Nevers.

## Bevölkerungsentwicklung
| Jahr                       | 1962 | 1968 | 1975 | 1982 | 1990 | 1999 | 2006 | 2019 |
| Einwohner                  | 1501 | 1306 | 1305 | 1343 | 1521 | 1618 | 1515 | 1466 |
| Quellen: Cassini und INSEE |      |      |      |      |      |      |      |      |

## Sehenswürdigkeiten
- gallorömische Reste

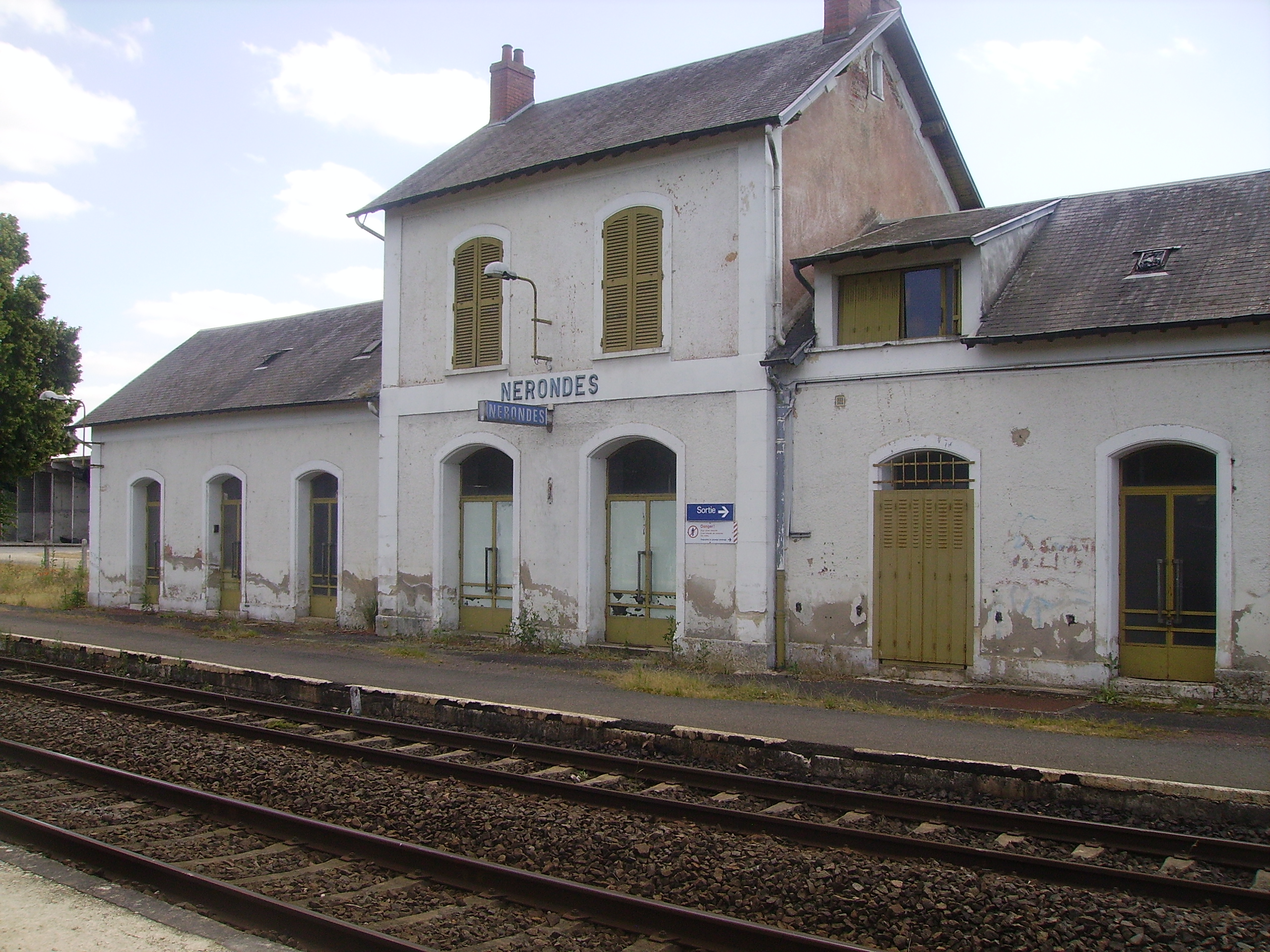
Bahnhof Nérondes

- Kirche Saint-Étienne aus dem 12. Jahrhundert
- Waschhaus aus dem 16. Jahrhundert
- Schloss Verrières
- frühere Wallburg (Motte)

## Persönlichkeit
- André Tulard (1898–1967), Kollaborateur